# Итальянская диаспора
Итальянская диаспора (итал. Emigrazione italiana) — диаспора, состоящая из итальянцев и потомков эмигрантов из Италии. Сформировалась из двух волн: крупномасштабной миграции итальянцев из Италии в период между объединением Италии в 1861 году и приходом фашистов к власти в 1920-х годах, а также волну, которую можно наблюдать после окончания Первой мировой войны. Численность — около 8 млн человек.

## Обзор
Бедность была главной причиной для иммиграции. Италия до 1860-х годов представляла собой частично сельскую территорию, где практика управления земельными ресурсами, особенно на юге и северо-востоке, прибавляла фермерам сомнений в необходимости остаться на земле и обрабатывать почву. Ещё одна характеристика была связана с перенаселённостью южной Италии после улучшения социально-экономических условий в связи с процессом объединения Италии. Семьи южных итальянцев после 1861 года получили впервые доступ к здравоохранению, что улучшило санитарно-гигиенические условия. Также наладилось снабжение продовольствием. Это создало демографический бум и заставило новые поколения эмигрировать в массовом порядке в конце 19-го и начале 20-го века, в основном в Северную и Южную Америку. В период с 1861 по 1985 год 29 036 000 итальянцев эмигрировало в другие страны, из которых 16 миллионов (55 процентов) уехали до начала Первой мировой войны. 10 275 000 вернулось в Италию (35 процентов), тогда как 18 761 000 прочно осели за границей (65 процентов). В 2011 году в мире насчитывалось 4 115 235 граждан Италии, проживающих за её пределами и несколько десятков миллионов потомков итальянцев, которые эмигрировали в течение последних двух столетий.

## Диаспора
- Итальянцы в Аргентине
- Итальянцы в Бразилии
- Итальянцы в Далмации
- Итальянцы в Доминиканской Республике
- Итальянцы в Квебеке
- Итальянцы в Крыму
- Итальянцы в Ливане
- Итальянцы в Ливии
- Итальянцы в США (в т.ч. сицилийцы)
- Итальянцы в Тунисе
- Италошвейцарцы
- Итальянцы в Эритрее